# Баболовский парк
Ба́боловский парк — один из пяти известных парков города Пушкина (вместе с Екатерининским, Александровским, Отдельным, Буферным парками и некогда существовавшим Фермским). Парк расположен между южной частью города Пушкин и Александровской, северо-западнее Красносельского шоссе в городе Пушкин. Главной достопримечательностью парка является Баболовский дворец.

## История
Первоначально на месте Баболовского парка, в верховьях реки Кузьминки, располагалась финская деревня Баболово (Пабола). В XVIII веке от деревни к царскосельскому дворцу была проведена просека (Подкапризная дорога, Баболовское шоссе) через еловый заболоченный лес. На местных крестьян была возложена обязанность по участию в строительстве Екатерининского дворца.

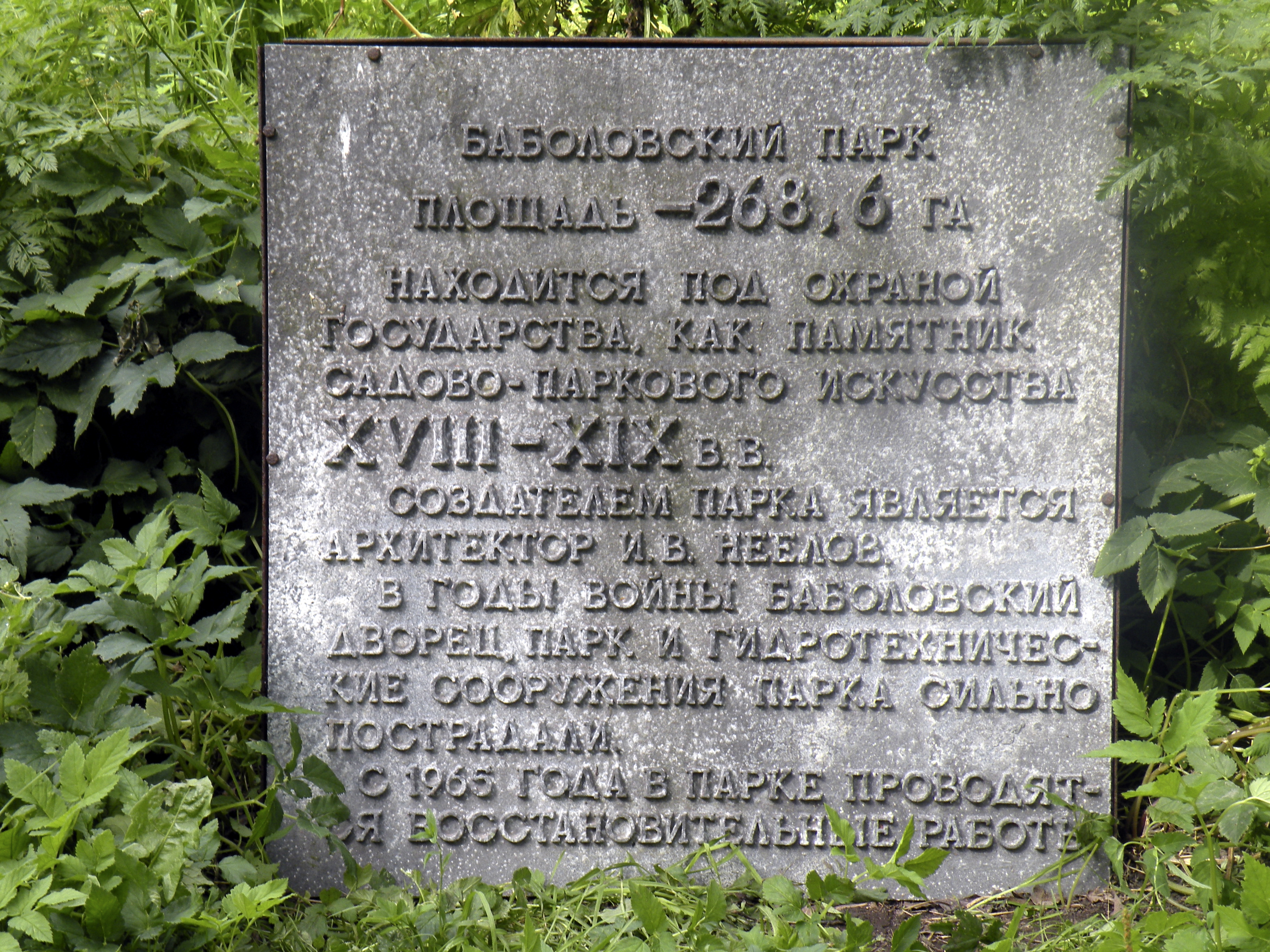
Аннотация при входе

В 1773—1775 гг. в верховьях реки Кузьминки был устроен мост-плотина, выше него наполнился водой специально вырытый Баболовский пруд. В 1780 году на месте нынешнего Баболовского дворца возводится деревянная усадьба князя Г. А. Потемкина. Спустя пять лет усадьба была перестроена в качестве одноэтажной краснокирпичной летней «готической» купальни.
В 1850—1860 годах начались планомерные работы по осушению болот, по вырубке и выкорчевыванию части леса с посадкой дубов, берёз, клёнов, лип и других пород деревьев и кустарников. Вдоль границ парка была проложена широкая круговая дорога, а в парке были прорезаны просеки для пеших прогулок и езды экипажей. Общая площадь Баболовского парка, наиболее крупного из всех Царскосельских парков, составляет 268,6 га.

Каменная ванна мастера Суханова в центре Баболовского дворца, фото не позднее 1940 года.

Из старинных достопримечательностей Баболовского парка следует отметить грандиозную каменную ванну мастера Суханова и Таицкий водовод.

## Флора и фауна парка

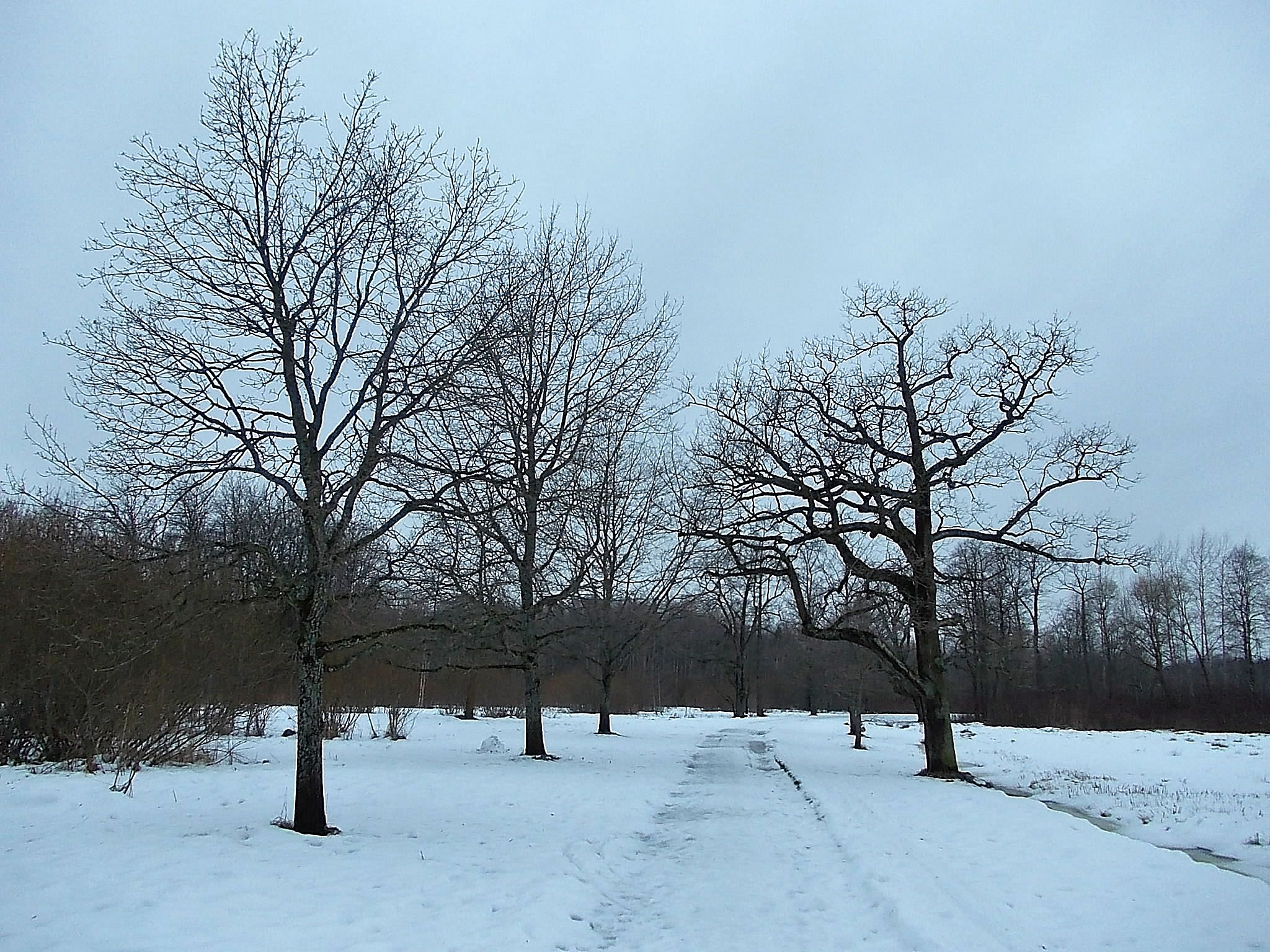
Зимой в Баболовском парке

В парке растут в основном лиственные породы деревьев — липа, дуб, клён, ясень, берёза, ольха, осина, хотя есть участки и с преобладанием реликтовой ели. Местами встречается лиственница и сосна, в районе Баболовского дворца растут пихты. В подлеске много рябины и черемухи, а на полянах и лугах буйно разрастаются травы, нередко поднимаясь в рост человека: разнообразные злаки, лабазник (таволга), бодяки, иван-чай, медуница, гусиный лук, хохлатка.
Обилен парк мелкими птицами: различные виды синиц (большая синица, гаичка, лазоревка, пухляк), поползни.

## Достопримечательности

### Виттоловский водовод
59°43′06″ с. ш. 30°21′38″ в. д.

Первый водовод снабжавший Царское Село водой. Функционировал во второй половине XVIII века.
Ещё Императрица Елизавета I (Петровна) озаботилась обводнением прудов и каналов Царского Села. Так, в 1743 году были вызваны в Царское Село мастер «мельничного дела» Кезеру, потом «фонтанных дел» мастер Болесу для изучения окрестностей и приведения воды в парки и сады. В августе того же года инженер-капитан Зверев с архитекторским учеником Мыльниковым обследовали реки Нева, Славянка и Кузьминка, для приведения каналом Невской воды. Результатом изысканий явилось внимание к ключам вблизи деревни Виттелево (Виттолово). В 1746 году ключи осмотрел прапорщик геодезии Сафонов, в 1748 году инженер-поручик Островский. По его докладу Императрица Елизавета I (Петровна) именным указом приказала немедленного приступить к сооружению Виттоловского канала, закончен в 1749 году.
Проходил по территории парка с северо-запада на юго-восток —- до Столбовой дороги. Водовод, был проложен в открытом канале, местами по насыпи; реку Кузьминку, на территории парка, пересекал по акведуку —- сначала деревянному, позднее заменённому на чугунный 59°42′59″ с. ш. 30°22′01″ в. д.. В настоящее время следов акведука не наблюдается… За Столбовой дорогой, водовод вступал на территорию Александровского парка. 

После создания проекта нового пейзажного парка вокруг Екатерининского дворца оказалось, что Виттоловских ключей недостаточно для питания вновь вырытых прудов и каналов. Заменён Таицким водоводом в последней четверти XVIII века.
На некоторых картах деревня, откуда брал начало водовод, называется Виттелево, соответственно, иногда водовод называют Виттелевским.

### Баболовский дворец
59°42′31″ с. ш. 30°20′39″ в. д.

Каменный дворец был построен в 1785 г. по проекту И. В. Неелова. До этого на его месте находилась деревянная усадьба. Архитектор придал каменному зданию «готический» вид: окна со стрельчатыми завершениями, зубчатые парапеты. Вид готических построек придавала дворцу и восьмигранная башня с шатровой кровлей. В главном зале установили большую мраморную ванну для купания в жаркие дни. Баболовский дворец был одноэтажным летним зданием, состоящим из семи комнат, каждая из которых непосредственно выходила в парк.

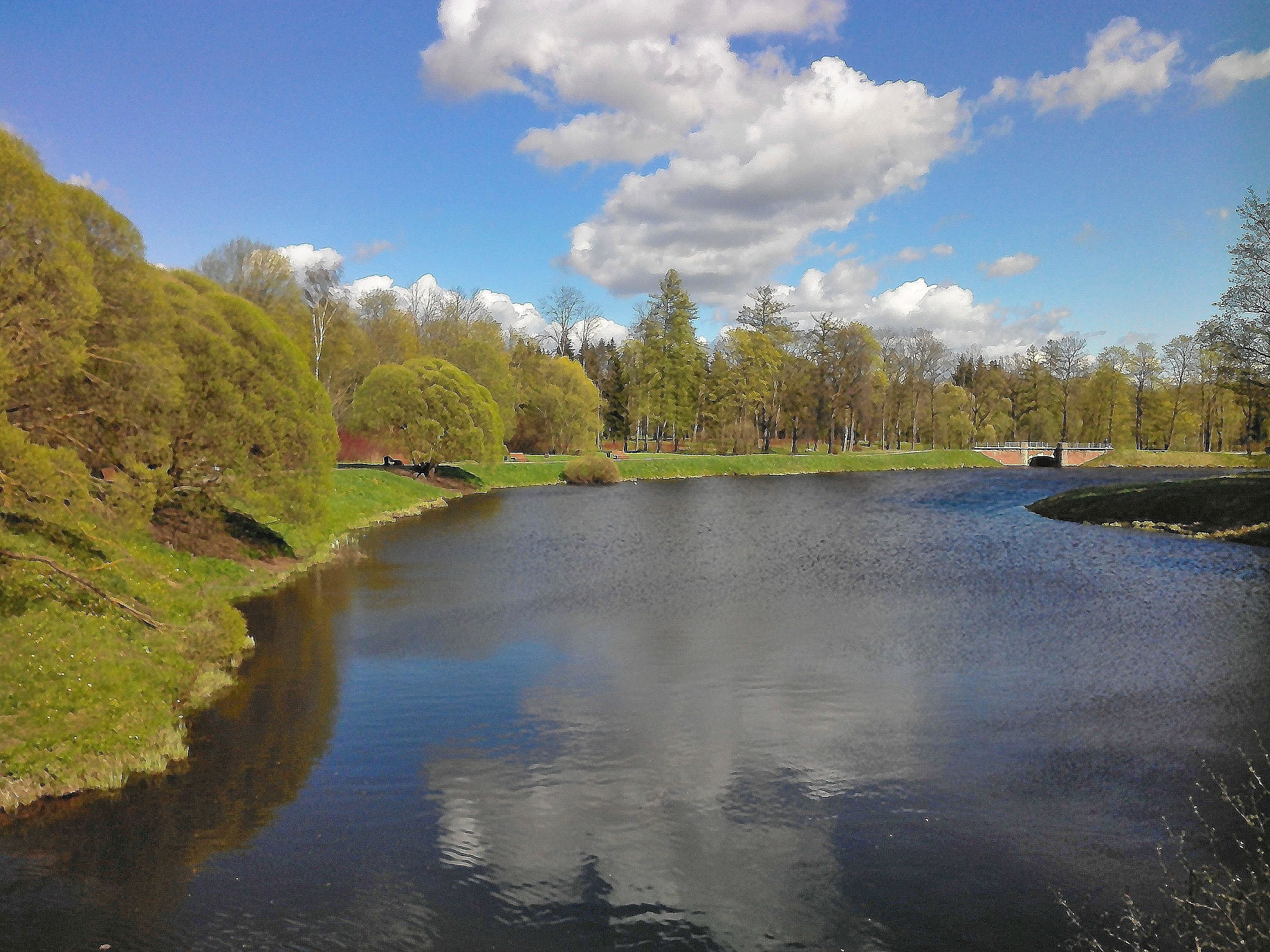
Баболовский пруд (вид с моста у отеля «Потёмкин»)

В 1783 году возле дворца был разбит английский сад. Со стороны северного фасада дворца был расположен Большой (или Баболовский) пруд, образованный речкой Кузьминкой после постройки на ней плотины, к югу от дворца расположен Зеркальный (или Серебряный) пруд.
Дворец пережил второе рождение после перестройки, осуществлённой В. П. Стасовым в 1824—1825 годах. Композиционным центром дворца стал овальный зал, размеры которого архитектор значительно увеличил для того, чтобы разместить в нём новую гранитную ванну вместо прежней мраморной.
Баболовская ванна — это уникальный бассейн из гранитного монолита, вмещающий 8000 вёдер воды, был заказан инженером А. А. Бетанкуром известному петербургскому каменотесу Самсону Суханову, известному тем, что он руководил изготовлением Ростральных колонн на стрелке Васильевского острова и принимал участие в создании пьедестала памятника Минину и Пожарскому в Москве. Мастер согласился за 16000 рублей вырубить ванну. Глыбу красного гранита со вкраплениями лабрадора зеленоватых тонов весом более 160 тонн доставили с одного из финских островов и полировали на месте в течение десяти лет (1818—1828).
Ванна имеет уникальные размеры: высоту 196 см, глубину 152 см, диаметр 533 см, вес 48 тонн. Её сначала установили, а затем возвели вокруг стены. К бассейну вела чугунная лестница с перилами, снабжённая смотровыми площадками. Все детали отливались на чугунолитейном заводе Ч. Берда.
Архитектор В. П. Стасов писал: «По случаю высочайшего повеления о сделании каменного купола, вместо предположенного деревянного потолка над овальною залою, строящейся вокруг поставленной гранитной ванны при Баболовском павильоне, сделалось потребным:
1. Утолстить фундаменты и стены соразмерно тягости и распору такого купола и для сего.
2. Сломать оставшуюся часть бывшей залы и некоторую часть прилегающих стен павильона с их фундаментами…»

Архитектор завершил работы в 1829 году, сохранив готический облик сооружения со стрельчатыми окнами и зубчатым аттиком. Фасады дворца были оштукатурены, отделаны под камень и окрашены в коричневый цвет.
В Баболовском дворце до войны размещалась школа 100-й Авиационной штурмовой бригады Ленинградского Военного округа г Пушкина. В начале войны она была подвергнута жестоким бомбардировкам.
Баболовский дворец сильно пострадал во время Великой Отечественной войны, часть каменных сводов обрушилась, однако, ванна прекрасно сохранилась. В настоящее время во дворце ведутся восстанавительные работы.

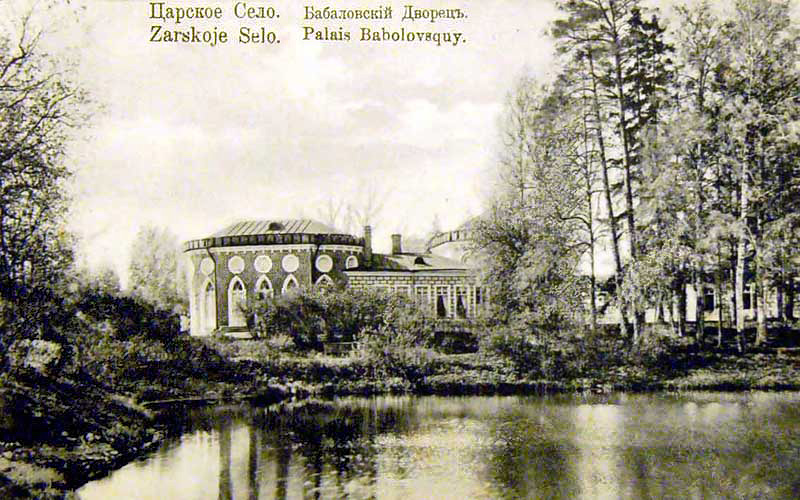
Баболовский дворец в Царском Селе, открытка, начало XX века.
Баболовский дворец, фото не позднее 1940 года.

### Мост-плотина
59°42′33″ с. ш. 30°20′42″ в. д.

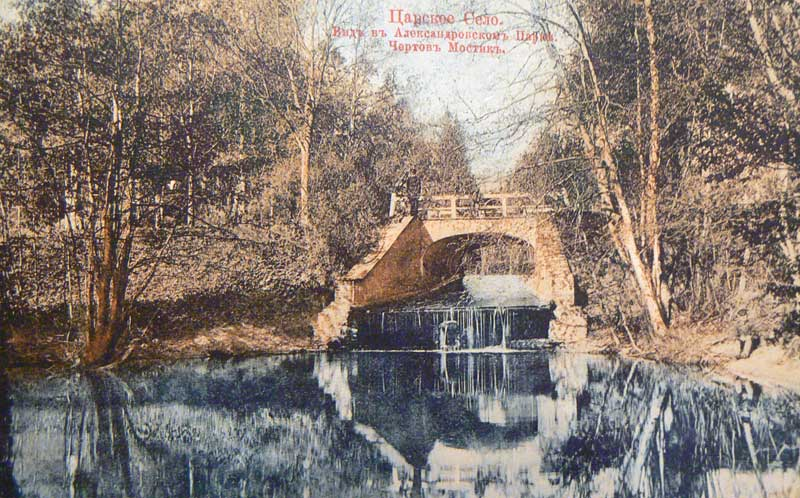
Мост-плотина инженера С. М. Лихардова. Карточка начала XX века. Надпись на открытке ошибочна.

Путь от дворца в парк проходил через Баболовский мост-плотину, созданный по проекту инженера И.Герарда в 1773—1775 годах. В 1833 году перестроен по проекту инженера С. М. Лихардова.
После разрушений Великой Отечественной войны мост перестроен (1987) по проекту института «Ленгипроинжпроект», под руководством инженера А. А. Соколова.

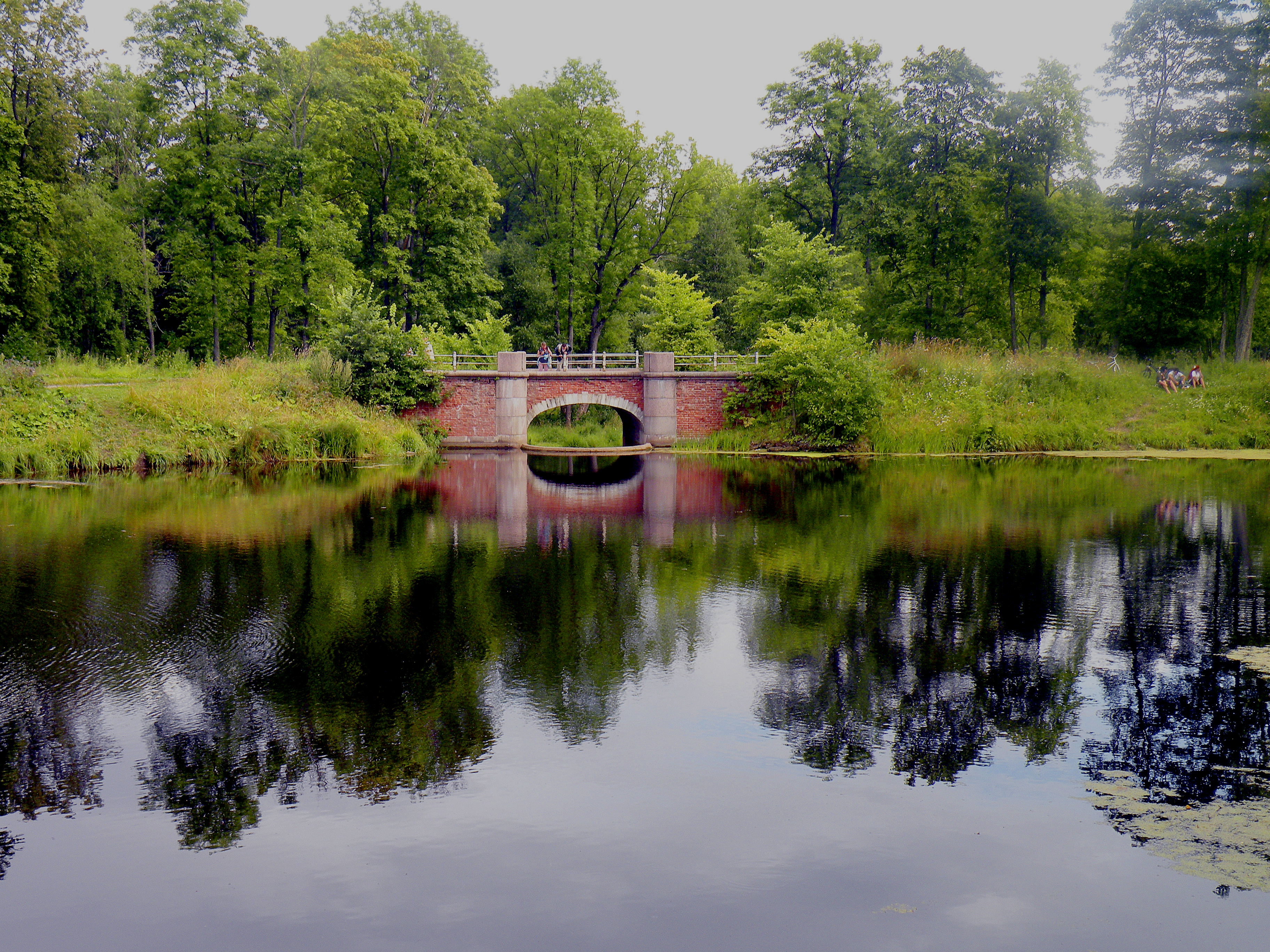
Плотина в парке. 2009 г.
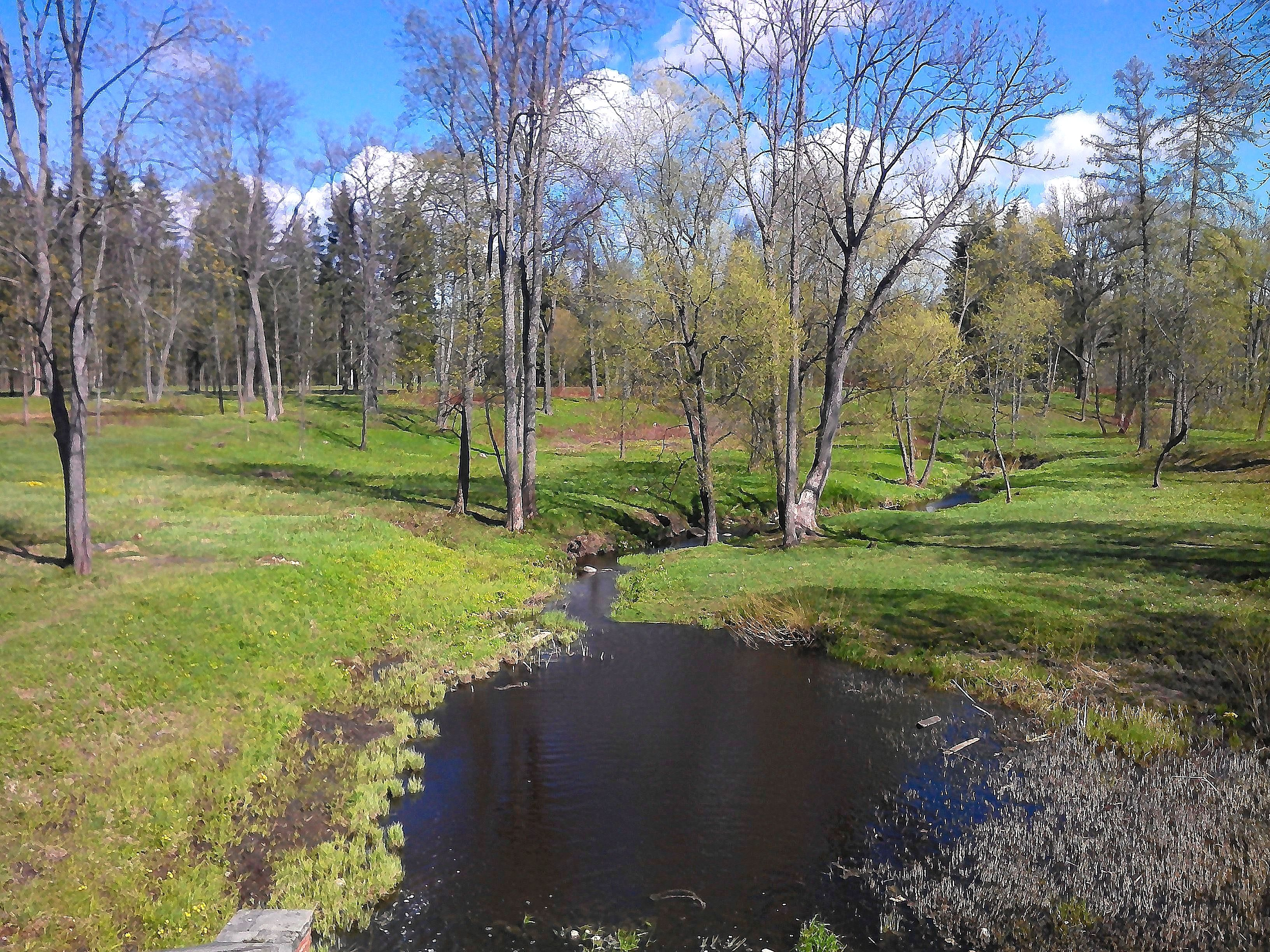
Вид с плотины на долину реки Кузьминки

### Таицкий водовод
Таицкий водовод является памятником русской строительной техники и одним из крупнейших инженерных сооружений такого рода в Европе конца XVIII века.

Схема Таицкого водовода в районе Баболовского дворца

При Императрице Екатерине II (Великой) изыскания, проектирование и строительство Таицкого водовода (1772—1787) вели инженеры-гидротехники Этьена Карбонье и Ф.Бауэр. На сооружение водовода в распоряжение генерал-квартимейстера Бауэра было ассигновано в 1774—1775 годах 35 тысяч рублей. До 1905 года водовод являлся единственным средством водоснабжения Царского Села, его дворцов и парков.
Таицкий водовод проходил на протяжении 4.8 вёрст открытыми каналами, 3.6 вёрст — кирпичными трубами, а в средней части под возвышенностью — подземной, так называемой минной галереей в 6.3 версты длиной. Галерея залегает на глубине до 8 саженей (16 метров) от поверхности земли. В нормальных условиях Таицкий водовод доставлял в Царское Село в среднем 5.16 куб. футов воды в секунду (около 102 м³/ч), из которых 4 куб. футов/с (около 80 м³/ч) давали Таицкие ключи, а остальные — грунтовые воды минной галереи водовода. Таицкие ключи, расположенные в верховьях реки Веревы — притока Ижоры, известны также под названием Ганнибаловских, Берёзовских и Демидовских. Разница высоты этих ключей и царскосельских прудов достигает 25 метров.

### Старо-Красносельские ворота
59°43′11″ с. ш. 30°21′16″ в. д.

Старокрасносельские ворота в городе Пушкине. Фото 2003 года.

Старо-Красносельские ворота находились на западной границе парка, там, где из него выходила Старо-Красносельская дорога, в период с 1846 года по 2005 (ориентировочно) год.

Отлиты из чугуна на Петровском казённом чугунолитейном заводе по рисункам А.Менеласа (1753—1831). В 1846 году по приказу императора Николая I они были перенесены в Баболовский парк от Белых (Красносельских) караулок. В 2007 году ворота заняли своё старое место у караулок в Александровском парке.

### ДачаА. Суворина
59°42′34″ с. ш. 30°20′29″ в. д.

Находилась на правом берегу реки Кузьминка, в самом начале пруда, образовавшегося при постройке моста-плотины. Дача представляла собой двухэтажный каменный особняк. Рядом с дачей, на берегу была пристань для лодки.

В настоящее время дача утеряна, рядом с этим местом в 1987 г. был построен профилакторий Ижорского завода (ныне, с 2008 года, — парк-отель «Потёмкин», Красносельское шоссе, 85).

### Другие достопримечательности
Маленький родник у Баболовского дворца.
Бетонный дот около моста через Кузьминку, построенный во время Великой Отечественной войны.
Могила красноармейца Юлия Чахурского. (Надпись на камне в 8 строк: «Здесь похоронен/Юлик/Чахурский/Убитый во время/Великой Отеч./войны/27 июля 1941/род. 27 ноября 1913г».) Чахурский Ю. С. — младший командир РККА. Служил в 55 ПМА (55 Подвижная жел. дор. авиационная мастерская), погиб при бомбардировке 27.07.1941 г.
Разрушенный грот «Монах».
Три заброшенных домика из бентонита, построенные инженером Грибоедовым для проживания в них инвалидов — сторожей парка (первоначально их было 10).

## Упоминание в литературных произведениях

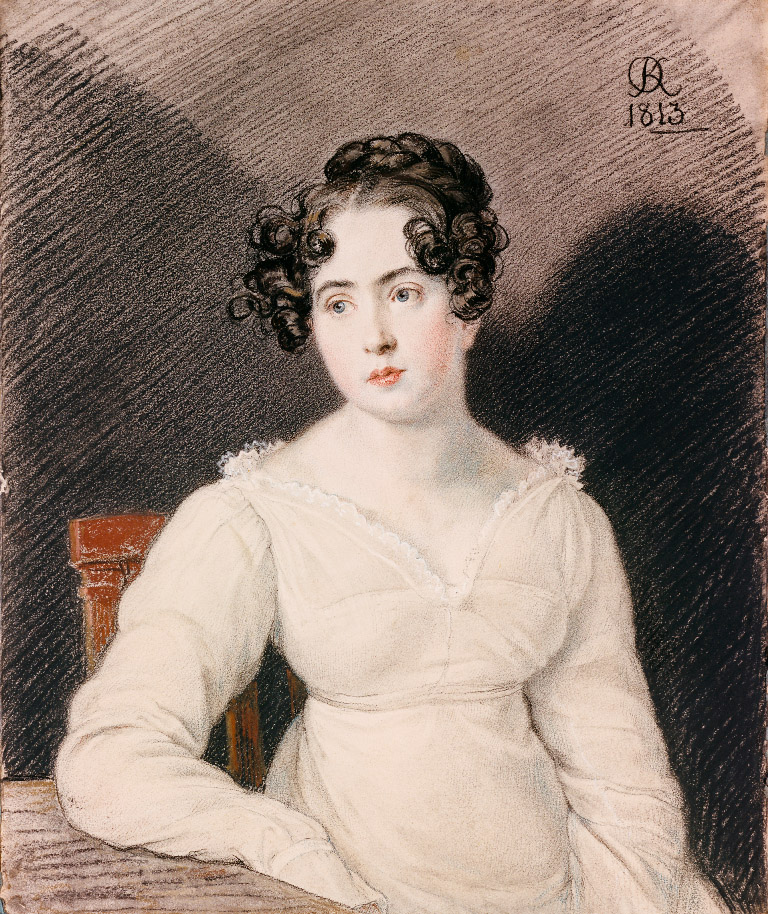
Софья Осиповна Вельо

- Парк и дворец удостоил своим вниманием Александр Пушкин, дважды упомянувший их в своих произведениях.

Баболовский дворец находится в отдалённой части Царскосельских парков. Он был местом свиданий Александра I со старшей дочерью придворного банкира барона Вельо — Софьей Осиповной Вельо (1793—1840). А. Пушкин отразил сей факт в эпиграмме «На Баболовский дворец», зима 1816—1817 гг.:

Прекрасная! пускай восторгом насладится

В объятиях твоих российский полубог.

Что с участью твоей сравнится?

Весь мир у ног его — здесь у твоих он ног.

- Баболовский парк и дворец использовал в качестве декораций в своём произведении и Валентин Пикуль — в романе «На задворках Великой империи» описан «поход» князя Мышецкого (прототип — князь Урусов) на аудиенцию в Баболовский дворец через Баболовский парк:

- Учтите, князь, — подсказал ему служитель: — Его величество не в Екатерининском дворце, а далеко — в Баболовском… 

Сомнений не оставалось: Николай II прячется. Ну, бог с ним!

За Китайской деревней (где Карамзин когда-то писал свою «Историю»), от самого Большого каприза, начинался Баболовский парк — запущенный, как лес. Мышецкий узнавал дорогу, памятную ему по былым прогулкам — в юности. Идти до Продольной аллеи, потом надо свернуть налево… «Да, кажется, так».

В воздухе сильно парило. Трещал гром. Возле поэтичного Берёзового мостика Мышецкий остановился, поражённый неожиданной картиной. За обочиной, посреди свежевспаханных борозд, стояли новенькие плуги. Тут же похаживали два генерал-адъютанта, суетился старичок в пальто. Вздрагивая гладкою кожей крупов, отгоняя слепней, стыли здоровенные битюги-першероны. С треском раздвигая кусты, на поляну выбрался Столыпин; в его бороде, завитой мелкими колечками, блеснула на солнце ранняя проседь.

— Петр Аркадьевич, а что вы здесь делаете?
Ответ был не весьма любезен:
— Могли бы и сами догадаться, князь! Пробуем новые шараповские плуги да государя ждём. А вы?
— Аудиенция. Иду в Баболово.
— Ну, ладно. Ещё увидимся…
Человек в статском пальто тоже смотрел на небо:
— Господа, отрепетируем ещё раз сценку пахоты…
Генерал-адъютанты поправили аксельбанты.
— Викентий Альбертович, цыкните на лошадку

.
— А вы, Густав Иванович, изобразите собой мужика… Эй, нно!
«Кого они дурачат, эти господа?» Он-то мужиков видел. И не такие битюги были впряжены в сошку, а русские бабы…
И вот на холме, отражённый в тихой заводи Кузьминки, сказочно вырос Баболовский дворец. Если бы не семеновцы с примкнутыми штыками, идиллия сказки была ещё достоверней. Где-то неподалёку — на ферме — мычали собственные его величества телята. А из павильона, где хранилась чудовищных размеров гранитная ванна-бассейн, доносился смех детей, и дежурный чиновник вышел к Сергею Яковлевичу — предупредить его:
— Подождите, князь. Его величество изволят купаться…
Мышецкий присел на берегу заводи. Вот он и прибыл. Царь уже здесь — за стеною этого павильона, можно слышать его голос. Голос совсем простой — человеческий, и не прав Валя Долгорукий, думая, что цари не люди, а сверхчеловеческие существа.
Во всем фермерском хозяйстве Баболова ощущался мелкий мещанский быт, аромат тихого мирка, отгороженного от света. Явная буржуазная семья, со всеми повадками буржуазного быта; даже солдаты-семеновцы казались не настоящими, а лишь нанятыми на короткий срок временного неспокойствия.
На крыльце показался маленький человек и, торопливо застегивая воротник мундира, издали окликнул Мышецкого:
— Князь, проходите… Я вас жду!
Это был сам император, и Мышецкий проследовал за ним в круглую светлую залу, уставленную лёгкой садовой мебелью.
— Садитесь, князь, — гостеприимно указал Николай.
Сели. Император закинул ногу на ногу, солнечно блеснул носок его узкого сапога, и снова небо раскололось в грохоте над крышею Баболовского дворца. Волосы царя были ещё влажны после купания, он провёл ладонью ото лба к затылку, начал так:
— Должен признаться, князь, что «Ведомости» вашей губернии несколько озадачили меня фельетоном о винной монополии…

- Евгений Шведов: «Приснилось мне, что в Баболовском парке…»[9]

## Современность
Как писали «Санкт-Петербургские ведомости», часть Баболовского парка могли отдать под гольф-поля. При этом инвестор обещал произвести реконструкцию Баболовского дворца и Таицкого водовода. Однако проект не состоялся.
В 2005 г. по «неизвестной» причине Комитет по управлению городским имуществом (КУГИ) Санкт-Петербурга продал часть Баболовского парка (22,7 га) за 1,3 млн.руб., то есть по цене менее стоимости однокомнатной квартиры. Покупателем стала фирма ООО «Базис», замешанная также в продаже части Таврического сада. Через два месяца компания перепродала участок двум частным лицам, которые в этом же году передали землю шведской компании «Стеелмар Скандинавия». Принадлежащая россиянам «Стеелмар» собирается построить в парке 71 коттедж и инфраструктуру для них.
В настоящее время общественность города Пушкина активно борется против застройки Баболовского парка коттеджами (спорный участок 22,7 га), опираясь на экспертную оценку экологов, историков, культурологов, общества по охране памятников.
В начале 2014 г. Баболовский парк, за исключением спорного участка, был передан Государственному музею-заповеднику «Царское Село».